# Fundació i2CAT, Internet i Innovació Digital a Catalunya.
La Fundació i2CAT, Internet i Innovació Digital a Catalunya és un centre de recerca i innovació d'excel·lència de Catalunya, creat el 2003, que forma part dels Centres de Recerca de Catalunya, més coneguts pel seu acrònim CERCA, que centra les seves activitats en el desenvolupament tecnològic de la Internet del futur. El centre implica un nou marc d'innovació oberta, que fomenta la col·laboració entre empreses, administracions públiques, entorn acadèmic i usuaris finals. I promou activitats d'R+D+i al voltant de les tecnologies digitals avançades i la seva arquitectura, aplicacions i serveis.
El seu objectiu principal és crear, desenvolupar i transferir al sector industrial i a la societat nous elements d'Internet, que facin evolucionar la nova xarxa de xarxes cap a una xarxa cada cop més ubiqua, instantània, transparent a tota mena d'informació, que penetra transversalment a totes les activitats econòmiques i socials, i estableix tant comunicacions entre persones com entre dispositius físics o la natura. 'i2CAT' es basa en un partenariat entre la universitat, l'Administració pública, les empreses i els usuaris per al desenvolupament de la recerca estratègica en la Internet avançada, tant en l'àmbit de la xarxa, com de serveis i noves aplicacions. 'i2CAT' disposa d'una infraestructura experimental composta per una plataforma de xarxa i audiovisual, que és el nucli de la recerca i la innovació que interconnecta físicament els diferents actors tant a escala nacional com internacional.
A escala europea i internacional, i2CAT té un posicionament de referència en l'àmbit TIC, amb una participació molt important dins del programa H2020, participant en diversos projectes europeus, i amb un finançament important provinent de la Comissió Europea. A escala local, I2CAT participa activament en les estratègies i polítiques de la Generalitat de Catalunya (SmartCatalonia, RIS3CAT, Programa d'R+D+I en Tecnologies Digitals Avançades i l'Estratègia 5G de Catalunya).